# 肋骨骨折

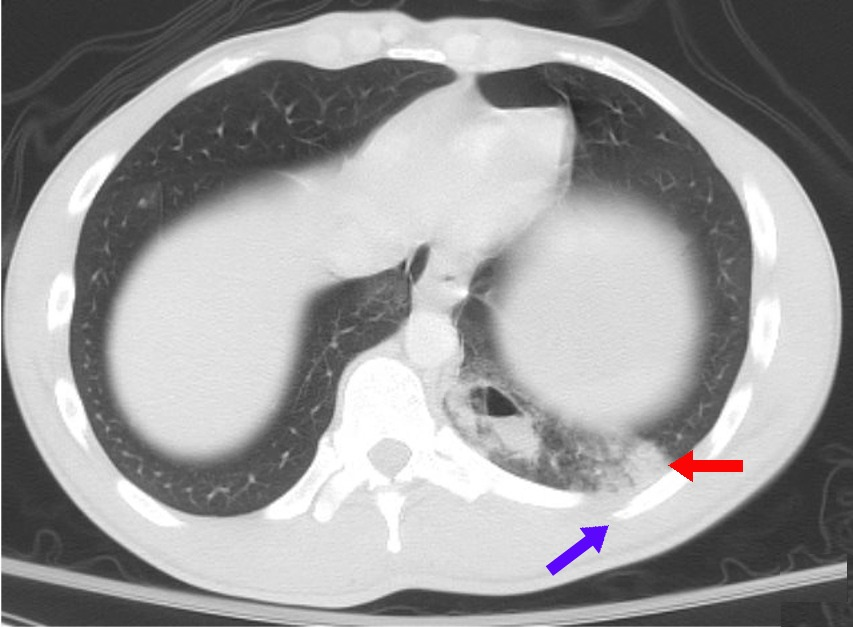
青い矢印（左）は肋骨骨折を示し、赤い矢印（右）は続発した肺挫傷による胸膜下出血を示す（CT）

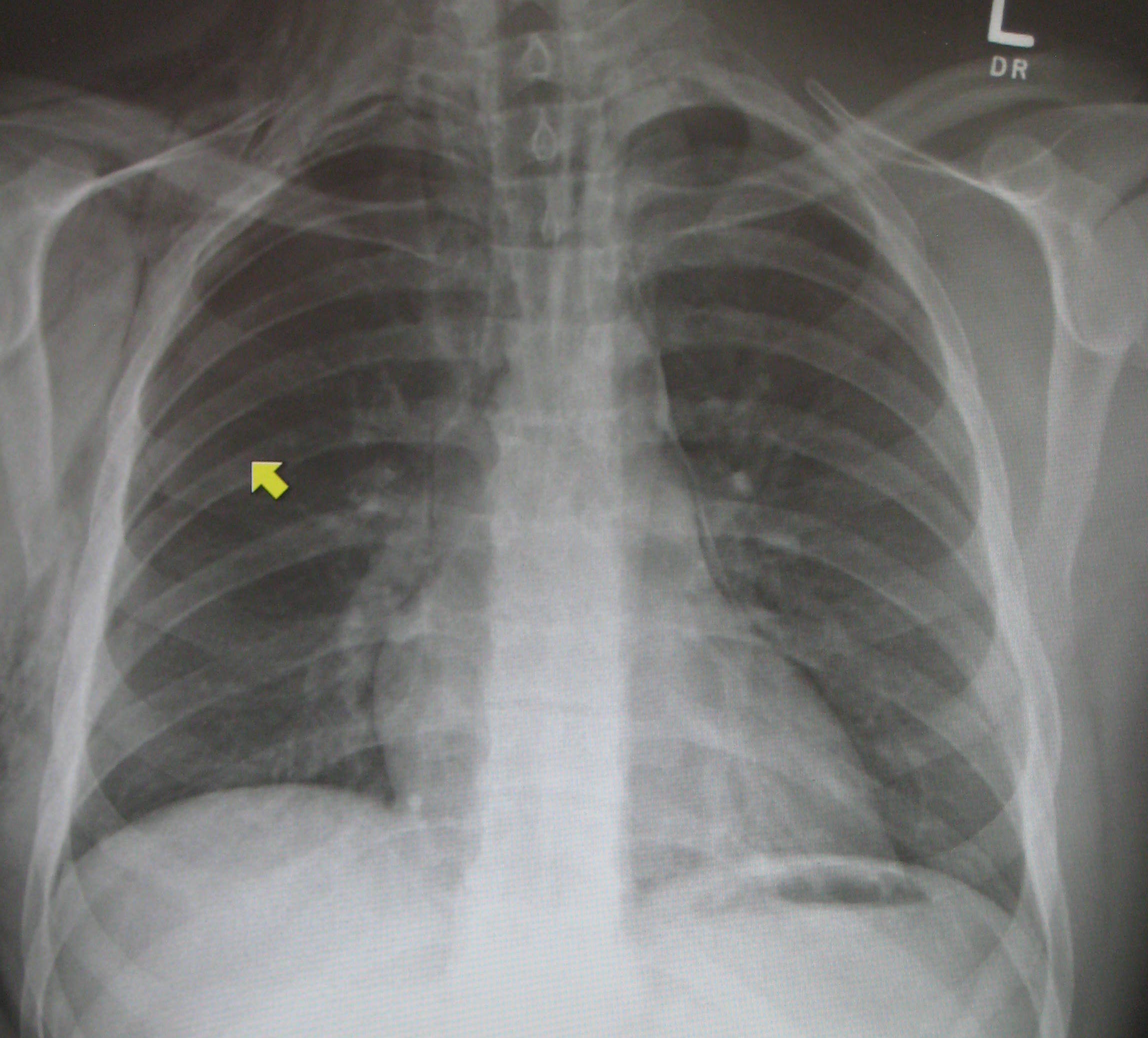
交通事故による右第1肋骨骨折と続発した縦隔気腫、右気胸

肋骨骨折（ろっこつこっせつ、英: fracture of the ribs、独: Rippenfraktur）は、直達外力、介達外力、筋力などによって生じる肋骨部の骨折である。

## 概要
直達外力による場合は肋骨が胸郭内方に屈曲して骨折するが、介達外力では外方凸の骨折を生じる。ゴルフのスウィングなどで起こることもあり、こうした場合は疲労骨折の一種とされる。
咳、くしゃみの際の自発痛、骨折部の限局性圧痛、胸郭の圧迫による介達痛などが症状として現れる。

### 治療
転位の著しいものでは骨折片を触診することが可能で、また、軋轢音を認めることがある。X線像では骨折線を確認できないことが少なくない。
治療にあたっては絆創膏固定、バストバンド固定を3、4週間施す。

### 合併症
3本以上の互いに隣接する肋骨が2か所以上で骨折を生じた時には、動揺胸郭（flail chest）が見られる。動揺胸郭では胸郭の呼吸運動に際し、浮動状態になった骨片が胸郭の動きと反対方向へ移動して換気を妨げるために、胸郭の拡張と収縮を周期的に行うことができなくなる奇異呼吸が起こる。強い前胸部打撲によって広範囲に骨折を起こした場合に多く、処置されなければ低酸素症などによる消耗で危険な状態になる。
この他、胸膜損傷を伴った肋骨骨折では無気肺、また肺損傷を伴った場合には皮下気腫、血胸などが引き起こされることがある。